# アレクサンドリア四重奏
『アレクサンドリア四重奏』（アレクサンドリアしじゅうそう、原題：The Alexandria Quartet）は、イギリスの小説家・ロレンス・ダレルによる長編の連作小説。「ジュスティーヌ」「バルタザール」「マウントオリーブ」「クレア」の四部作。1957年から1960年までに発表された。

## 概要
1930年代、エジプトのアレクサンドリアが舞台である。作家のダーリー（語り手）と踊り子メリッサ、人妻ジュスティーヌの間の恋愛を軸に、エジプト独立運動をめぐる陰謀などもからめてストーリーが展開する。4作は時間順に進行するのではなく、「ジュスティーヌ」でひとまず話が完結し、続く「バルタザール」「マウントオリーブ」では主人公とは異なった視点から一連の事件が語られ、「クレア」で締めくくられる。
- ジュスティーヌ（The Alexandria Quartet - Justine）

私（ダーリー）は小さな子どもを連れてエーゲ海の小島におり、かつてアレクサンドルで過ごした日々を回想する。私には踊り子のメリッサという恋人がいたが、人妻のジュスティーヌと出会って恋に落ち、翻弄される。
- バルタザール（The Alexandria Quartet - Balthazar）
- マウントオリーブ（The Alexandria Quartet - Mountolive）
- クレア（The Alexandria Quartet - Clea）

### 日本語訳
- 『アレクサンドリア四重奏』高松雄一訳、河出書房新社

初訳版は1960-63年。数度の新版を経て、2007年に改訳版が出版。

## 映画化
1969年に第一作の「ジュスティーヌ（Justine）」が映画化された。日本の邦題は『アレキサンドリア物語』。